# Marcin Zakrzewski (burgrabia ciechanowski)
Marcin Zakrzewski herbu Dołęga (zm. 1775) – burgrabia grodzki ciechanowski.

## Życiorys
Był synem Franciszka i Barbary z Wrońskich I voto Rostkowskiej. Jego ojciec posiadał majętności w ziemiach ciechanowskiej i płockiej.
Po 1762 roku został mianowany burgrabią grodzkim ciechanowskim. Aktywny uczestnik życia miejscowej szlachty. Wziął udział w konfederacji rycerstwa ziemi ciechanowskiej, ogłoszonej podczas sejmiku relacyjnego w Ciechanowie 23 lipca 1764 roku, a w związku z sejmem konwokacyjnym. Na marszałka konfederacji ciechanowskiej obrano wówczas Franciszka Podoskiego, starostę rypińskiego. Podpis Marcina Zakrzewskiego znajduje się pod aktem konfederacji. Jeszcze w 1775 roku notowany był w komplecie urzędników ziemi ciechanowskiej.
Marcin Zakrzewski ożenił się z Rozalią Łysakowską, córką Antoniego, łowczego przasnyskiego, i Marianny z Kickich. Małżeństwo to wprowadziło Zakrzewskich w krąg rodzinny połączonych węzłami pokrewieństwa możnych i wpływowych rodów mazowieckich: Łysakowskich, Narzymskich, Kickich, Rudzińskich i Nieborskich.